# 1956 في اليابان
فيما يلي قوائم الأحداث التي وقعت خلال عام 1956 في اليابان.

## سياسة

### انتهاء فترة المنصب
- 1 يناير – مامورو شيجميتسو نائب رئيس وزراء اليابان [الإنجليزية]‏،وزير الشؤون الخارجية [الإنجليزية]‏.
- 23 ديسمبر – إيتشيرو هاتوياما رئيس وزراء اليابان.

## أفلام
من الأفلام التي صدرت هذه السنة في اليابان:
- 26 أبريل – الساموراي السبعة من إخراج أكيرا كوروساوا.

## برامج ومسلسلات وأنمي
- رعد العملاق

## مواليد

### يناير
- 1 يناير – كازوو سيجيما مهندسة معمارية يابانية.
- 23 يناير – كازومي تسوبوتا لاعب كرة قدم ياباني.

### فبراير
- 17 فبراير – سسمو كاتسوماسا لاعب كرة قدم ياباني.

### أبريل
- 2 أبريل – شيجميتسو سودو لاعب كرة قدم ياباني.
- 8 أبريل – تاكاكازو سوزوكي لاعب كرة قدم ياباني.
- 8 أبريل – تاناكا يوشيكو
- 10 أبريل – ماسافومي يوكوياما لاعب كرة قدم ياباني.
- 12 أبريل – تيتسورو ميورا لاعب كرة قدم ياباني.
- 24 أبريل – هيساشي كاتو لاعب كرة قدم ياباني.

### مايو
- 1 مايو – هيروشي تووا لاعب كرة قدم ياباني.
- 3 مايو – آكيو تويودا
- 28 مايو – سايوري مؤدّية صوت يابانية.
- 31 مايو – يوشيكو ساكاكيبارا

### يونيو
- 21 يونيو – فوكومي كورودا ممثلة يابانية.

### أغسطس
- 4 أغسطس – ميكا دوي
- 25 أغسطس – تاكيشي أوكادا لاعبو كرة قدم يابانيون.
- 31 أغسطس – شيرو سايتو ممثل ياباني.

### أكتوبر
- 7 أكتوبر – شينجي ميازاكي ملحن ياباني.
- 20 أكتوبر – شينباتشي تسوجي

### نوفمبر
- 12 نوفمبر – تايرا تاداهيكو متسابق دراجات نارية ياباني.
- 21 نوفمبر – ميتسوجو نومورا لاعب ياباني.

## وفيات

### أغسطس
- 24 أغسطس – كنجي ميزوغوشي (مواليد 1898)